# Monna Vanna (film, 1922)
Pour les articles homonymes, voir Monna Vanna (homonymie).
Pour plus de détails, voir Fiche technique et Distribution.
Monna Vanna est un film allemand  muet réalisé par Richard Eichberg, sorti en 1922.
Il s'agit de l'adaptation de la pièce de Maurice Maeterlinck.

## Synopsis
L'Italie, juste avant le début de la Haute Renaissance, à la fin du XVe siècle. Au centre de l'action se trouve l'orpheline de 17 ans Madonna Giovanna, connue brièvement de tous sous le nom de « Monna Vanna ». Elle est née à Venise et fut kidnappée par Guido Gurlino, le souverain de Pise, après l'échec du mariage de Gurlino avec la florentine Maddalena Pazzi en raison d'un complot qui avait été découvert. Les conséquences sont dramatiques, car à cause de cet événement grave, la guerre fait rage entre Pise et Florence, les deux centres urbains de pouvoir les plus importants du centre et du nord de l'Italie. Les Florentins assiègent alors Pise et prennent finalement la ville. Monna Vanna est maintenant assise entre toutes les chaises. Gurlino, qui a dû se passer de Maddalena, veut maintenant épouser Monna Vanna, mais elle refuse, car elle tombe dans les bras du jeune général Pitellozo Vitelli.
Mais Vitelli aspire déjà à Maddalena, l'épouse renégate de Gurlino, qui aime sincèrement la séduisante Florentine, ennemie et occupante de Pise. Alors que les combats font rage, Monna Vanna s'occupe jusqu'au sacrifice des personnes nécessiteuses de Pise. Bientôt, Monna possède l'amour sans bornes des citadins. Vitelli, à son tour, fait preuve de miséricorde et organise des livraisons de nourriture à la ville affamée et émaciée. Monna Vanna décide d'aller dans le camp ennemi et de se sacrifier pour le bien de la ville. Mais Vitelli n'accepte pas son sacrifice et est même accusé d'être un traître par les siens. Il fait retirer ses troupes florentines du siège en se précipitant vers Monna Vanna. Après la mort de Guido Gurlino, Vitelli peut enfin épouser la noble Monna Vanna.

## Fiche technique
- Titre original : Monna Vanna
- Réalisation : Richard Eichberg
- Scénario : Helmuth Orthmann, Ola Alsen
- Direction artistique : Kurt Richter
- Costumes : Walter Böhm
- Photographie : Paul Adler, Erich Grimmler, Max Lutze (de), Franz Planer, Georg Schubert (de)
- Producteur : Richard Eichberg
- Société de production : EmElKa - Münchner Lichtspielkunst AG
- Pays de production :  République de Weimar
- Langue : allemand
- Format : Noir et blanc - 1,33:1 - 35 mm
- Genre : Drame
- Durée : 3 346 m
- Dates de sortie :
  - République de Weimar : 21 décembre 1922.
  - États-Unis : 24 septembre 1923.
  - France : 18 avril 1924[2].

## Distribution
- Lee Parry : Madonna Giovanna, dite Monna Vanna
- Paul Wegener : Guido Gurlino, commandant de Pise
- Hans Sturm (de) : Piero Luigi
- Paul Graetz : August Dorn
- Emil Rameau : Federico Mondalo, chancelier
- Max Pohl (de) : père Coelestin, prieur
- Albert Steinrück : Andrea Buonacorsi, conseiller
- Lyda Salmonova (de) : Maddalena Pazzi, Florentine
- Olaf Fjord : Pitellozo Vitelli
- Hans Trautner : Toni
- Fritz Kampers : Rinuzzio, capitaine florentin
- Toni Zimmerer : Machiavelli
- Viktor Gehring (de) : Paolo
- Oskar Marion :  Burgli, capitaine florentin

## Production
Monna Vanna est realisé entre mai et septembre 1922 dans les studios Jofa à Berlin-Johannisthal et dans les studios Emelka à Geiselgasteig près de Munich. Les prises de vues extérieures sont réalisées à Dachau-Etzhausen.

## Source de traduction
- (de) Cet article est partiellement ou en totalité issu de l’article de Wikipédia en allemand intitulé « Monna Vanna (1922) » (voir la liste des auteurs).

1. ↑  Vincent F. Vincent, « Lettre de Berlin », Comœdia, vol. 17, no 4126,‎ 4 avril 1924, p. 2 (lire en ligne)
2. ↑  « Les nouveaux films », Cinéa-Ciné, no 11,‎ 15 avril 1924, p. 4 (lire en ligne)